# They Were Born to Kill
They Were Born to Kill és un EP de la banda californiana de punk rock The Offspring, publicat el 1991.
Inclou les versions inicials de «Jennifer Lost The War» i «Out on Patrol», incloses en l'àlbum de debut de la banda que es va publicar dos anys abans. El nom, la portada i la font de l'EP foren extretes de la pel·lícula From a Whisper to a Scream (1987), també coneguda com a The Offspring.

## Llista de cançons
| 1.            | «Jennifer Lost the War» (demo) | 2:35 |
| 2.            | «Out on Patrol» (demo)         | 2:33 |
| Durada total: | Durada total:                  | 5:29 |

## Personal
- Bryan Holland – Cantant, guitarra
- Noodles – Guitarra
- Greg K. – Baix
- Ron Welty – Bateria